# Teara barnardi
Teara barnardi är en fjärilsart som beskrevs av T.P.Lucas 1890. Teara barnardi ingår i släktet Teara och familjen tandspinnare. Inga underarter finns listade i Catalogue of Life.